# Poczwarówka górska
Poczwarówka górska (Pupilla alpicola) – alpejsko-karpacki gatunek małego, lądowego ślimaka trzonkoocznego z rodziny poczwarkowatych (Pupillidae). 
Muszla tego ślimaka jest nieco większa od muszli poczwarówki pospolitej i ma wyraźniej zarysowane linie wzrostu. Wymiary muszli: 2,8–3,3 × 1,75–1,8 mm.
Otwór muszli zwykle nie ma zębów, czasami występuje drobny ząb ciemieniowy.
Gatunek wapienio- i wilgociolubny, spotykany w mchu na wilgotnych łąkach w wysokich regionach górskich, głównie na wapiennych torfowiskach wśród roślin zielnych. W Szwajcarii spotykany na wysokościach od 900 do 2600 m n.p.m., w Rumunii do 2400 metrów. Jajożyworodny, żyje co najmniej 2 lata.
W Polsce został stwierdzony w 1992 na jednym stanowisku, na niewielkim obszarze w Niedzicy nad Dunajcem, uznany za gatunek krytycznie zagrożony wyginięciem, objęty ścisłą ochroną gatunkową, umieszczony w Polskiej Czerwonej Księdze Zwierząt. W 2010 w Czarnym Dunajcu (okolice Nowego Targu) odkryto drugie na terenie Polski stanowisko tego gatunku.